# Bell City
Bell City és una població dels Estats Units a l'estat de Missouri. Segons el cens del 2000 tenia 461 habitants.

## Demografia
Segons el cens del 2000, Bell City tenia 461 habitants, 196 habitatges, i 126 famílies. La densitat de població era de 323,6 habitants per km².
Dels 196 habitatges en un 36,2% hi vivien nens de menys de 18 anys, en un 45,4% hi vivien parelles casades, en un 15,3% dones solteres, i en un 35,7% no eren unitats familiars. En el 34,2% dels habitatges hi vivien persones soles el 13,8% de les quals corresponia a persones de 65 anys o més que vivien soles. El nombre mitjà de persones vivint en cada habitatge era de 2,35 i el nombre mitjà de persones que vivien en cada família era de 3,02.
Per edats la població es repartia de la següent manera: un 28,9% tenia menys de 18 anys, un 8,9% entre 18 i 24, un 27,5% entre 25 i 44, un 21,5% de 45 a 60 i un 13,2% 65 anys o més.
L'edat mediana era de 35 anys. Per cada 100 dones de 18 o més anys hi havia 77,3 homes.
La renda mediana per habitatge era de 23.125 $ i la renda mediana per família de 28.636 $. Els homes tenien una renda mediana de 22.125 $ mentre que les dones 16.333 $. La renda per capita de la població era de 12.664 $. Entorn de l'11,8% de les famílies i el 19,4% de la població estaven per davall del llindar de pobresa.

## Poblacions més properes
El següent diagrama mostra les poblacions més properes.